# Campionato monegasco di calcio
Il campionato monegasco di calcio è un insieme di tornei dilettantistici organizzati dalla Federazione calcistica monegasca, la quale organizza anche la selezione di calcio del Principato di Monaco. Tuttavia, il club più celebre del principato di Monaco, è l'AS Monaco FC, la cui prima squadra prende parte al campionato francese di calcio.

## Piramide attuale
Nonostante la piccola superficie, il principato di Monaco ospita diverse squadre di calcio, la maggior parte delle quali sono sezioni sportive delle aziende attive sul suolo monegasco. Questi club competono all'interno del campionato monegasco, organizzato dalla FMF, il quale è articolato in tre livelli:
- Challenge principe Ranieri III
- Trofeo Città di Monaco
- Challenge Monegasco

La FMF, tuttavia, non organizza una coppa nazionale del principato di Monaco.
Non essendo la FMF associata alla UEFA, le squadre che prendono parte al sistema calcistico monegasco non possono prendere parte alle coppe europee.

### Challenge principe Ranieri III
Il Challenge principe Ranieri III è il torneo calcistico più importante del principato di Monaco. La competizione fu fondata nel 1975 su iniziativa del principe Ranieri III. Joseph Destefanis, presidente del comitato organizzatore, ricordò in un'intervista come la finale del torneo trasmettesse un'aria di goliardia tra i giocatori, i quali in maggioranza lavoravano nel palazzo di Monaco. A partire dalla fondazione, la competizione è costantemente cresciuta sia per popolarità che per numero di squadre partecipanti.
Al torneo prendono parte 24 squadre, divise in quattro gironi all'italiana da 6 squadre ciascuno. Le prime 4 di ciascun girone si qualificano per la fase finale del torneo, che prevede dei turni a eliminazione diretta a partire dagli ottavi di finale. Le restanti squadre, invece, prendono parte al Trofeo Città di Monaco, il torneo di secondo livello del sistema calcistico monegasco.

### Trofeo Città di Monaco
Il Trofeo Città di Monaco è il torneo di calcio di secondo livello del principato di Monaco.
Il torneo consiste in una prima fase a gruppi alla quale prendono parte 16 squadre, divise in quattro gruppi. Le migliori due di ciascun girone si qualificano per gli ottavi di finale, nei quali affronteranno le peggiori 8 del Challenge principe Ranieri III, e per la fase a gironi del successivo massimo torneo monegasco. Le restanti squadre, invece, sono retrocesse nel Challenge Monegasco.

### Challenge Monegasco
La Challenge Monegasco è un torneo di calcio fondato nel 1991 che rappresenta il terzo livello del sistema calcistico monegasco, sotto al Challenge principe Ranieri III e il Trofeo Città di Monaco.
Al torneo prendono parte 24 squadre, divise in quattro gironi all'italiana. Le migliori due di ciascun girone si qualificano per gli ottavi di finale, nei quali affronteranno le peggiori 8 del Trofeo Città di Monaco, e per la fase a gironi della successiva edizione del secondo torneo monegasco per importanza.